# الهداونة (المخادر)

تعديل مصدري - تعديل

الهداونة محلة تابعة لقرية الركة، التابعة لعزلة الشرف بمديرية المخادر إحدى مديريات محافظة إب في الجمهورية اليمنية، بلغ تعداد سكانها 43 حسب تعداد اليمن لعام 2004.